# Alem Katema
Alem Katema, teilweise auch gelistet als Alem Katea / Alem Ketema / Alem Catema  oder Alam Katma (deutsch „Weltstadt“) ist ein äthiopischer Ort in Merhabete (Region Amhara) mit über 30.000 Einwohnern.

## Geographie
Alem Katema liegt auf einer Hochebene von 2300 m. Die Infrastruktur ist kaum entwickelt. Die Hauptstadt Addis Abeba liegt etwa 180 km weiter südlich.

## Infrastruktur
Die Bevölkerung wächst schnell an. 1994 hatte der Ort nur 7.000 Einwohner. 2011 waren es bereits 18.000. 2012 waren es laut Bürgermeister Esayas 20.000 Einwohner, aktuell hat die Stadt mehr als 30.000 Einwohner. Die Stadt besitzt ein Krankenhaus. Unter Mithilfe des Partnerschaftsvereins wurden zwei Kindergärten und eine Bibliothek errichtet. Ein weiterer Kindergarten befindet sich in Bau.

## Städtepartnerschaften
Seit 1994 verbindet Alem Katema eine Städtepartnerschaft mit Vaterstetten in Deutschland. Unter anderem wurden durch sie die Humboldt Library und die Kindergärten Vaterstetten und Baldham realisiert. Der Grundstein für den Bau eines dritten Kindergartens wurde gelegt.